# Alpine Racer
Alpine Racer (アルペンレーサー?, Arupen Rēsā) è un videogioco sportivo sciistico arcade, pubblicato nel 1995 dalla Namco.
Si basa sulla scheda madre Namco System 22 e ha un cabinato dotato di una pedana analogica che simula gli sci. Il giocatore, stando in piedi, applica il peso del proprio corpo sulla pedana mentre impugna con le mani due maniglie fisse (simulanti i bastoni).
Alpine Racer diede inizio all'omonima serie di giochi simili, anche per piattaforme domestiche. 
Una conversione per PlayStation di questo primo capitolo era stata annunciata, ma non vide mai la luce.

## Modalità di gioco
Il titolo ha visuale 3D in prima persona. Consta di due modalità per la selezione della corsa, ambedue contenenti un cancello con le tre piste innevate, abbinate per ciascuna a una difficoltà tra facile ("Novice"), medio ("Intermediate") e difficile ("Expert"). L'obiettivo è quello di ottenere in una discesa libera il tempo migliore arrivando al traguardo situato a valle, evitando di incrociare ostacoli quali i pini o i cartelli.
Le corse di gioco disponibili sono:
- Speed Racing (Normal), ove bisogna cercare di arrivare primo al traguardo sfidando in gara simultaneamente i quattro sciatori controllati dal computer. Nella pista sono presenti i checkpoint per la proroga dei secondi del conto alla rovescia a disposizione;
- Gate Racing (Technical), ove si deve solo scendere a valle facendo slalom tra le porte a bandiera disseminate lungo la pista. Partendo con 60 secondi iniziali questi aumentano di uno ogni volta che le si attraversano. Sempre riguardo alle bandiere, se ci si sbatte contro o se ne manca qualcuna non comporta nessuna squalifica.

## Accoglienza
Alpine Racer è stato fin da subito un acclamato successo commerciale e di critica. Molte delle recensioni che le furono date citano i complimenti alla grafica e, in special modo, al suo unico sistema di controllo che garantisce quell'esperienza e senso di realismo che, per la sua epoca, non si riesce a raggiungere in nessun altro videogioco arcade, rendendo questo gioco anche perfetto per tutte le età.
Ha inoltre venduto oltre 2 000 unità in tutto il mondo. In Giappone fu uno dei giochi per arcade più popolari di sempre nelle sale per circa due anni, surclassando titoli del calibro di Virtua Cop 2 di Sega e Tekken 2 della stessa Namco. Infine, ricevette una vittoria e una candidatura in due differenti categorie per due edizioni consecutive degli AMOA Awards.

## Serie
- Alpine Racer (1995), arcade
- Alpine Racer 2 (1996), arcade
- Alpine Surfer (1996), arcade di snowboarding
- Alpine Racer 3 (2002), PlayStation 2
- Alpine Racer EX o Alpine Racer (2007), telefoni cellulari, iOS, Zeebo
- Super Alpine Racer (2014), arcade

Sono stati realizzati due remake a opera di Bandai Namco Entertainment. Il primo è Alpine Racer EX (アルペンレーサーEX?, Arupen Rēsā EX), il quale prima uscì per telefono cellulare tra il 2007 e il 2008 in Giappone, e dopo nelle regioni occidentali nel 2009 sui dispositivi iPhone, iPod Touch e Zeebo, semplicemente come Alpine Racer. Il secondo è prodotto in collaborazione con Raw Thrills e uscito nelle sale giochi nel 2014, con il nome di Super Alpine Racer (スーパーアルペンレーサー?, Sūpā Arupen Rēsā).